# NGC 6159
NGC 6159 (również PGC 58185 lub UGC 10397) – galaktyka eliptyczna (E-S0), znajdująca się w gwiazdozbiorze Herkulesa. Odkrył ją Édouard Jean-Marie Stephan 20 lipca 1879 roku. Należy do galaktyk Seyferta typu 2.